# Metroid Prime 4: Beyond
Metroid Prime 4: Beyond es un videojuego de acción-aventura en primera persona actualmente en desarrollo por Retro Studios para la plataforma Nintendo Switch. Se trata de la decimoquinta entrega de la saga Metroid, la cuarta de la serie Metroid Prime y es la continuación de Metroid Prime 3: Corruption (2007).
Fue anunciado por primera vez en el E3 2017. En 2019, Nintendo anunció un retraso debido a que se tuvo que reiniciar el desarrollo, pero que esperaban tener más anuncios en el futuro. En el Nintendo Direct del 18 de junio de 2024, finalmente se mostró gameplay del videojuego, y revelando su nombre que sería Metroid Prime 4: Beyond, está planeado lanzarse en 2025. En el Nintendo Direct de abril de 2025 se anunció que contará con una versión mejorada y adaptada a la consola Nintendo Switch 2, consola cuyo lanzamiento se prevé para junio de 2025.

## Desarrollo
El videojuego se anunció durante el E3 2017 para la videoconsola Nintendo Switch, aunque no se confirmó la fecha de lanzamiento ni el estado de desarrollo del proyecto, así como el estudio encargado del mismo. Bill Trinen, director de marketing de Nintendo of America, confirmó a los pocos días del anunció que la compañía desarrolladora de Metroid Prime 4 no sería Retro Studios, encargada de la trilogía original de Metroid Prime, pero que Kensuke Tanabe seguiría siendo el productor, al igual que en las anteriores entregas.
A principios de 2018, Eurogamer confirmó que el estudio a cargo del desarrollo de Metroid Prime 4 era la división singapureña de Bandai Namco y, a pesar de la falta de información relativa al contenido del videojuego en sí, a lo largo del año Reggie Fils-Aimé aseguró en varias ocasiones que el proyecto avanzaba sin incidencias, aunque sin entrar en detalles. Pese a la falta de novedades, varias revistas especializadas incluyeron a Metroid Prime 4 entre los videojuegos más esperados de cara al E3 2018, aunque finalmente Nintendo decidió no incluir contenido del mismo ya que la compañía no creía que estuviese listo para ser mostrado al público.
En enero de 2019, Shinya Takahashi, director general de Nintendo EPD, informó a través de un vídeo de YouTube que el videojuego se retrasaría indefinidamente debido a que la compañía se encontraba «insatisfecha» con el estado actual del mismo, y que el desarrollo se reiniciaría de nuevo desde cero de la mano del equipo de Retro Studios, con el objetivo de ajustarse a los estándares de calidad de la saga. Tras este anuncio las acciones de Nintendo cayeron hasta un 2.8%, la caída más pronunciada en semanas.

### Primer tráiler de gameplay después de casi 7 años
En el Nintendo Direct el 18 de junio de 2024, Nintendo anunció el juego al final de la presentación, mostrando 2 minutos de gameplay y el título oficial. El juego esta previsto lanzarse en 2025.

### Versión para Nintendo Switch 2
En el Nintendo Direct presentando a la Nintendo Switch 2, celebrado el 2 de abril de 2025, Nintendo anunció una versión para Nintendo Switch 2, con resolución visual mejorada, la opción de incrementar a la resolución 4K a 60 cuadros por segundo o 1080p a 120 cuadros por segundo y controles de mouse opcionales al utilizar los Joy-Con 2.